# 최국
최국(1975년 3월 15일~)은 대한민국의 희극인, 인터넷 방송인이다. 단국대학교 연극영화과를 졸업했으며 2001년 SBS 공채 개그맨 6기로 데뷔했는데 한때 KBS 16기 공채 개그맨 시험에 응시했다가 탈락했고 공채 계약기간 종료 후 SBS 공채 개그맨 동기 윤성호 엄태경(본명 엄경천) 등과 함께 KBS로 이적했으며 이들 중 엄태경은 SBS 6기에 앞서 몇 차례 개그맨 시험을 봤다가 탈락했다. 
과거 KBS의 개그콘서트, MBC의 웃으면 복이 와요, 개그야, 하땅사, 웃고 또 웃고, tvN의 코미디빅리그, MBN의 개그공화국에 출연한 경력이 있었는데 SBS 공채 개그맨 동기이자 공채 계약기간 종료 후 KBS로 함께 이적한  윤성호가 개그콘서트에 잔류하여 '빠박로티'로 떴지만 본인(최국)은 함께 코너를 진행했던 모 선배와 다툰 일로 인해 KBS 희극인실 내에서 따돌림을 받아 개그콘서트를 떠났다.

## 생애
2006년 MBC 방송연예대상 우정상을 수상했으며 2009년 6월 희극인 박준형, 아나운서 김성경과 함께 세계걷기운동본부 홍보대사로 위촉되었다.

## 연기 활동

### TV 프로그램
- 《코미디쇼 오해피데이》 (SBS)
- 《웃으면 복이와요》 (MBC)
- 《개그콘서트》 (KBS2)
  - 과연 이럴까요
  - 김시덕의 보이스 토크
  - 미션 임파서블
  - 장마 홍단
  - 뭔 짓이냐
  - 거리의 시인들
  - 거리의 삐에로
- 《잡지왕》 (MBC)
- 《개그야》 (MBC)
  - 깔깔이
  - 뮤직스토커
  - 비겁한 거리
  - 색달라
  - 성공시대
  - 시사매거진 박준형의 눈
  - 최국은 연예인?
  - 최국의 별을 쏘다
  - 파라요
  - 프로젝트 개그웨이
- 《막무가내쇼 시즌2》 (KBS Joy)
- 《하땅사》 (MBC)
  - CSI 과학수사대
  - 컬러피플
- 《웃고 또 웃고》 (MBC)
  - 최국 TV
  - 네시봉
  - 위대한 법정
- 《코미디 빅리그 시즌 2》 3GO(최국,윤성호,홍가람) (tvN)
  - 3GO 1회 이것이 레알이다(Out)
  - 3GO 3회 정구 아저씨(9위(0))
  - 3GO 4회 공부좀 하자(10위(0))
  - 3GO 5회~7회 로열프렌즈(7위(재방),10위,Out)
  - 3GO 10회 부러진 쓰리고(7위 누적순위 10위(1점) ※챔스진출)
  - 3GO 챔스1회~4회 부러진 쓰리고(공동8위(0))
  - 3GO 챔스5회 쓰리고 40년 후(6위 누적순위 7위(1점))
- 《생방송 금요와이드》 (MBC)
- 《욱닥욱닥》 (국민방송)
- 《개그공화국》 (MBN)
  - 편파 중계석
  - 진심게임
  - 대선 퀴즈왕
  - 불타는 마운드
  - 불타는 그라운드
  - 연습생활 17년
- 《코미디 빅리그 시즌 3》 3GO(최국,윤성호,조세호,남창희) (tvN)
  - 3GO 1회~10회 일하러 왔습네다 (1~2회 2위(8점),3~4회 6위(재방),5~6회 5위(2점),7회 6위(재방),8~9회 8위(0),10회 공동8위(누적순위 공동6위(10점) ※챔스진출)
  - 3GO 챔스1회~5회 녹화하다 왔습니다 (챔스1회 5위(1점),챔스2회 공동8위(0),챔스3회 7위(재방),챔스4회 공동8위(0),챔스5회 공동8위 누적순위 공동7위(1점))
- 《코미디 빅리그 시즌 4》 12-13 3GO(최국,윤성호,이세영) (tvN)
  - 3GO 6회 마이너 리포트(vs 아3인(패) 0)
  - 3GO 7~8회 유행어 홈쇼핑 (7회 vs 졸탄(패) 0,8회 vs 개통령(패)0)(8회 이후 재정비)
- 《코미디 빅리그 시즌 5》
  - 〈한밤의 무직쇼〉 진행자 역
  - 〈깔끔기획〉(2014년 1쿼터)
- 《켠김에 왕까지》  (온게임넷)
- 《6시 내고향》 (KBS1)
- 《위기탈출 넘버원》 (KBS2)
- 《코미디의 길》 (MBC)
- 《웃음을 찾는 사람들》 (SBS)
  - 뭐라구
  - 내 친구는 대통령
  - 백주부 TV
  - 내 친구는 대통령 2
  - 창작의 고통
  - 미워도 다시한번

### 영화
- 《연애의 맛》 - 대리기사 역 (우정출연)
- 《란제리 살인사건》 - PC방 남자 역 (우정출연)
- 《음란한 가족》 - 재료상 역 (우정출연)

### 뮤직비디오
- 갑질이야 - 오정태